# Sheldon (Vermont)
Sheldon è un comune degli Stati Uniti d'America, situato nello Stato del Vermont e in particolare nella contea di Franklin.